# Éloque de Lagny
Saint Éloque de Lagny (Eloquius, en latin) est un moine irlandais évangélisateur du milieu du VIIe siècle, décédé en 666. Disciple et successeur de saint Fursy de Péronne comme abbé de Lagny, saint Éloque est commémoré le 3 décembre.
Au Xe siècle, saint Forannan de Waulsort fait transférer ses reliques de Lagny à Waulsort (Belgique). Le hameau de Saint-Lot près de Maison-Ponthieu (Somme) porte son nom.